# Суруджиева къща
Суруджиевата къща (на гръцки: Μέγαρο Σουρουτζίεβιτς) е емблематична сграда в град Солун, Гърция.

## Местоположение
Къщата е разположена на улица „Навархос Воцис“ № 5, на пристанището. До нея са Къщата на № 3 и Най-малката.

## История
Построена е в 1912 година и е собственост на видните солунски българи Иван, Мице и Спиро Суруджиеви. Оцелява в Големия солунски пожар от 1917 година, но изгаря покривът и е повреден третият етаж. В сградата се помещават застрахователни компании, митнически офиси, Консулството на Испания и след 1930 година Консулството на Япония. На приземния етаж има кафенета за пристанищните работници. По време на окупацията сградата е иззета, а по време на Гражданската война е използвана за настаняване на партизани. В тази фаза се правят промени във вътрешното разпределение и се създават по два апартамента на етаж, с обща кухня и санитарен възел. Използвана е като жилищна сграда до 70-те години на XX век. По-късно е публичен дом. Пожар в 1995 година поврежда първия етаж. Оттогава започва постепенната евакуация на сградата и от 2000 година вече е изоставена.

## Архитектура
Сградата в морфологично отношение е еклектична. Ключов елемент от организацията на фасадата е тройното разделяне на височината в основата, ствола и венеца. Основата се състои от морфологично интегрираните първи две нива на сградата. Стволът включва два типични етажа и се характеризира с ритмично повторение на отвори със съответните малки балкони. Накрая сградата завършва с внушителен венец, който покрива цялата площ покрива. Организацията на фасадата е структурирана въз основа на принципи като ритмично повторение, симетрия и аксиалност и със силно настроение на вертикалност, което се подчертава от пиластрите по осите на отворите.
На приземния етаж пространствата са организирани за настаняване на магазини, с големи отвори в главната фасада. Входът е от южната страна. Малка приемна предхожда линейното стълбище, водещо до нивото на мецанина в средата на дълбочината на сградата. Оттук п-образно стълбище с голям фенер обслужва вертикалната комуникация с етажите. Краят на стълбището завършва с покривен прозорец. Мецанинът е имал помощно/складово предназначение и поради това е с малка височина от 2,35 m.
На етажите пространството е организирано с централен издължен коридор до стълбището, успоредно на фасадата. От двете страни на коридора са помещенията, предназначени за офиси. Комуникационните врати на тези пространства с коридора имат метални щори, нещо, което обикновено намираме в търговски сгради като Стоа „Карипис“ (Ермион). Характерна е и общата тоалетна, разположена до стълбището и обслужваща целия етаж. Особен интерес представлява гъвкавостта в организацията на пространството. Конструктивното осигуряване на големи отвори между отделните помещения позволява нивото да се управлява фрагментирано на малки независими имоти или пък секции, които изискват по-големи площи. Подът на покрива е с по-малка площ, тъй като от лявата страна на нивото има две външни тераси, от двете страни на стълбището. Повърхността на този етаж следва същото оформление и се основава на наличието на централен надлъжен коридор. Основните зони за използване са ограничени до задната част на сградата. Предната част на нивото е с малка свободна височина, така че е скрита зад импозантния венец и има спомагателна употреба.